# Иллюстрированная наука
Иллюстрированная наука (англ. Science Illustrated) — многоязычный научно-популярный журнал, издающийся Bonnier. Он выходит в Дании (Illustreret Videnskab), Норвегии (Illustrert Vitenskap), Швеции (Illustrerad Vetenskap), Финляндии (Tieteen Kuvalehti), Бельгии, Греции, Исландии (Lifandi Vísindi) Нидерландах (Wetenschap in Beeld), Латвии (Ilustrētā Zinātne), Литве (Iliustruotasis mokslas), России (Иллюстрированная Наука), США (Science Illustrated), Австралии, Германии, Словении и Новой Зеландии. Выходит раз в 3 недели. Авторами статей являются учёные (астрономы, физики, врачи, геологи, биологи, антропологи, археологи и другие), а также научные журналисты.
Первый раз Иллюстрированная наука вышла в 1984 году, в Австралии появилась в 2009 году, а в России выходит с сентября 2010 года.
С декабря 2011 года выпуск журнала приостановлен. Возобновление выпуска планируется в конце 2012 года.